# Disturbi dell'umore
In psichiatria e psicologia clinica con il termine disturbo dell'umore si designa la vasta classe di disturbi psicopatologici e sintomi che consistono in alterazioni o anomalie del tono dell'umore dell'individuo, che siano di entità tale da causare alla persona problemi o disfunzioni persistenti o ripetute oppure disagio marcato nonché disadattamento alle condizioni ambientali di vita con ripercussioni di varia entità nella vita interrelazionale e/o lavorativa. Spesso tali disturbi si accompagnano a quelli d'ansia.
Il concetto di tono dell'umore indica il correlato emotivo di fondo della nostra attività mentale. Ogni persona ha un proprio tono dell'umore che il soggetto tende a manifestare con maggiore frequenza. Questo può essere considerato come caratteristico del soggetto, quale abitudine caratteriale e come parte del temperamento della persona. Esso è il risultato sia di una dotazione biologica di base dell'individuo, ovvero la sua costituzione ereditaria, sia delle modificazioni dovute all'ambiente di crescita e sviluppo della personalità (inclusi i fattori presenti nel corso della vita intrauterina). Sono stati individuati alcuni neurotrasmettitori direttamente associati alle funzioni di regolazione dell'umore: i principali sono la serotonina, la noradrenalina e la dopamina.

## Quadro generale

### Diagnosi
Oltre all'umore di base del soggetto, vengono considerate fisiologiche alcune oscillazioni periodiche in conseguenza di avvenimenti allegri o tristi. In psichiatria occorre distinguere un'oscillazione fisiologica del tono dell'umore da un'alterazione patologica che deve venire diagnosticata e curata.
Esistono 4 criteri fondamentali che sono indicatori di alterazione patologica del tono dell'umore:
- Inadeguatezza della reazione affettiva agli eventi (ridere ad un funerale);
- Intensità dell'alterazione affettiva: numero e gravità dei sintomi presentati;
- Qualità dell'umore (a volte il paziente non si sente triste, ma si sente diverso come se avesse interrotto il suo continuum esistenziale)
- Compromissione del funzionamento sociale e lavorativo.

Esistono inoltre 3 elementi di conferma, che comunque se assenti NON escludono la diagnosi:
- Precedenti disturbi psichiatrici all'anamnesi;
- Risultati positivi di scale di valutazione che quantificano e qualificano il disturbo;
- Presenza di correlati biologici alterati.

### Eziologia
Nella maggioranza dei casi la patologia del tono dell'umore lamentata è una delle molte forme di depressione. Nella prassi medica vengono riconosciute e tenute distinte due tipi depressione, in base alla causa:
- Depressione Biologica, dovuta ad alterazione nei meccanismi neurotrasmissivi (il cervello influenza la psiche);
- Depressione Psicogena, dovuta ad una serie di reazioni e conflitti interiori conseguenti ad un avvenimento positivo o negativo che ha modificato esageratamente l'umore del paziente (la psiche influenza il cervello).

La classificazione eziologica è basata sull'intuizione del medico, è pratica per valutare la strategia clinica, ma non è rigida. Al giorno d'oggi si preferisce considerare un'unica classe di depressione che unisce le due eziologie, indipendentemente dalle cause è noto che i due fattori formano un sistema collegato ovvero si condiziona a vicenda attraverso meccanismi di feedback retroattivi.
L'alterazione del tono dell'umore è considerata patologico quando sono presenti i 4 criteri fondamentali diagnostici prima considerati, ed è associata ad un'alterazione biologica. Ciò è ipotizzabile in base alla risposta positiva alle terapie farmacologiche. La maggior parte delle volte l'alterazione dell'umore è preceduta o contestuale ad eventi esistenziali importanti (negativi o positivi o cambiamenti di vita) che hanno comunque modificato la psiche del paziente o la sua percezione della realtà.

### I quadri clinici e la loro osservazione
Le alterazioni del tono dell'umore si studiano secondo due prospettive temporali:
- Trasversale: considera lo stato morboso del paziente al momento esatto dell'osservazione del medico, fornendo il quadro patologico transitorio attuale di alterazione del tono dell'umore (episodio depressivo maggiore, episodio depressivo minore, episodio ipomaniacale, episodio maniacale, episodio misto);
- Longitudinale: considera la malattia nella sua interezza e nel suo percorso patologico, come episodio unico, o recidivante con intervalli di normalità, o cronicizzazione continua; secondo il DSM-IV dell'Associazione Americana di Psichiatria i disturbi dell'umore si distinguono a seconda della polarità in episodi bipolari (depressivi e maniacali: disturbo bipolare I, disturbo bipolare II, disturbo ciclotimico) o unipolari (esclusivamente depressivi: depressivo maggiore, disturbo distimico ecc.).

## Disturbi dell'umore (prospettiva trasversale)

### Episodio depressivo maggiore
Si definisce episodio depressivo maggiore un periodo circoscritto di tempo durante il quale l'umore è persistentemente e gravemente depresso. Nella forma classica questo disturbo ha una durata tipica, superiore alle due settimane ma inferiore ai 12-18 mesi. Clinicamente, si osserva una caduta primaria del tono dell'umore quale sintomo preponderante, che influenza negativamente anche altre funzioni mentali e somatiche.
A seconda dei sintomi presenti si considerano diversi "cluster", cioè aspetti o ambiti di disturbo. Questi hanno legami con fattori individuali (condizioni fisiche, età, carattere), sociali e culturali. Gli ambiti (cluster) principali sono:
- Emotivo-affettivo: il soggetto è triste, scoraggiato, abbattuto, si dispera, piange, si chiude in sé stesso e soffre; non sempre il paziente sa di essere malato, ma si sente come se avesse una “morte interiore”; è caratterizzato inoltre da anedonia (incapacità di provare piacere), che si nota soprattutto nelle circostanze che prima lo rendevano felice e indifferenza per ciò che accade intorno e per le persone che gli stanno vicino, che si nota anche nelle espressioni del volto e nella gestualità, con generale rallentamento e intorpidimento più frequente, ma non fondamentale sensazione di ansia; nei bambini si presenta con irritabilità più che tristezza.
- Cognitivo-percettivo: secondari al calo dell'umore si hanno disturbi cognitivi, delle prestazioni intellettuali, del pensiero, della memoria, della percezione sensoriale; il paziente si sente intontito e confuso; è caratterizzato da calo della concentrazione, anedonia, rallentamento del pensiero fino alla staticità caratteristica della depressione melanconica (“arresto temporale“), il paziente ha scarsa autostima, si sente inadeguato, incapace, inferiore agli altri, pensiero della morte sia come paura per problemi ipocondriaci, sia come tentativo di suicidio per smettere di soffrire, allucinazioni uditive, dello schema corporeo, gustative, olfattive, in minor numero visive; nelle depressioni psicotiche si hanno idee deliranti gravi di colpa, persecuzione, rovina economica.
- Psicomotorio: caratterizzato da rallentamento fisico oltre che del pensiero; il paziente è inetto, resta a letto tutto il giorno, non si interessa della sua igiene personale, non parla, ha caratteristiche catatoniche come sguardo fisso e rallentamento dell'attività mimico-gestuale e verbale (anche se la mimica resta fissa su un'espressione sofferente, a differenza del parkinsoniano che ha una mimica inespressiva); in alcuni casi si ha un atteggiamento di agitazione psicomotoria con movimenti senza pace portati dall'ansia e dall'insofferenza.
- Somatovegetativo: la depressione causa sintomatologia somatica con alterazione dell'appetito per perdita del piacere alimentare e calo del peso corporeo (in alcuni casi si ha iperfagia e aumento del peso), astenia, affaticabilità, pesantezza psicofisica e torpore, disregolazione del ciclo sonno-veglia con insonnia caratterizzata da addormentamento ritardato, risvegli multipli notturni, risveglio precoce al mattino con sensazione di cattivo riposo, calo della libido e dell'efficienza sessuale, sintomi cardiovascolari come oppressione toracica e cardiopalmo, sintomi gastrointestinali come dispepsia e stipsi, sintomi urogenitali come disuria.
- Cronobiologico: i sintomi si ripetono con decorso oscillatorio circadiano e stagionale, si hanno picchi depressori al mattino (dovuti ad insonnia) e riduzione della sofferenza verso sera.

#### Tipi clinici di depressione
- Depressione melanconica: caratterizzata da cluster psicomotorio e cronobiologico. La persona lamenta una sofferenza cronica diversa dalla tristezza, con sensazione di frattura dal continuum esistenziale solito. Il paziente si sente spento ed emotivamente inibito. Può provare un senso di dolore morale. La malattia ha un'eziologia endogena, è cioè dovuta ad una predisposizione individuale biologica più che da eventi esistenziali (frequenza: 20% sul totale dei casi).
- Depressione psicotica: caratterizzata dal cluster cognitivo-percettivo, con deliri di colpa, di rovina economica, negativistici di negazione del proprio essere ovvero sintomi affini alle psicosi. Alcuni sintomi derivano direttamente dall'alterazione del tono dell'umore, cui si aggiungono altri deliri incongrui indipendenti dalla depressione, persecutori e di riferimento (il paziente pensa che tutto quello che succede sia riferito a lui, o che tutta la gente lo osservi per strada). Può includere gravi allucinazioni. Anche questo tipo di depressione ha un'eziologia endogena biologica (frequenza: 15% sul totale dei casi). Gli episodi psicotici possono manifestarsi anche nelle fasi depressive del disturbo bipolare. I sintomi psicotici non riguardano solo manie di persecuzione ma anche percezioni alterate nel senso del gusto o nel tatto. Questo tipo di depressione può essere episodica o persistente. La cura può essere a base di farmaci, con psicoterapia o con l'ausilio della terapia elettroconvulsivante.
- Depressione atipica: caratterizzata da sintomi somato-vegetativi inversi, come ipersonnia, iperfagia, aumento di peso, aumento di reattività motoria. Colpisce soprattutto le donne con disturbo istrionico di personalità.
- Depressione catatonica: caratterizzata da sintomi psicomotori negativi, come rallentamento dell'attività motoria ed intellettiva sino alla catatonia (rigidità motoria, acinesia, mutismo), alternati a momenti psicomotori positivi, come stati di irrequietezza ed agitazione.

È da considerare che il concetto di "tipo clinico", così come il concetto di "cluster", indica solo la forma in cui si presentano i sintomi. Non contiene informazioni su eventuali cause - come conflitti interiori e difficoltà esistenziali, traumi o altro vissuto personale - che potrebbero essere messi in collegamento con la condizione del paziente.

#### Complicanze
La complicanza più frequente è il suicidio, presente nel 15% dei casi, che colpisce soprattutto oltre i 55 anni, abuso di alcol o sostanze psicoattive, presenza di altro disturbo psichiatrico che può essere successivo alla depressione (demenza), oppure coesistente con la depressione (disturbo dell'alimentazione, disturbo di panico, DOC), oppure può essersi risolto esitando in depressione (disturbo conversivo).

#### Decorso
La depressione può esordire lentamente o acutamente nel giro di pochi giorni, solitamente a partire da un fatto scatenante che ha colpito negativamente la vita del paziente, il quale riferisce una frattura dal suo continuum psicologico; se non curata la depressione ha un decorso naturale della durata da 4 mesi a 2 anni, con successiva remissione e completo recupero. Entro questo periodo i sintomi tipici della depressione maggiore scompaiono. Se la malattia dura oltre i due anni si tratta di depressione cronica, una forma ad intensità minore.
A seconda del decorso si possono distinguere due sotto-tipi di depressione particolari: la forma cronica che dura oltre i 2 anni, e la stagionale, in cui l'episodio si ripresenta sempre nello stesso periodo dell'anno per poi risolversi in alcuni mesi.
Ci sono forme caratteristiche di momenti particolari della vita, come la depressione post-partum (che compare entro 4 settimane dal parto) o quella che può seguire la menopausa. La depressione maggiore nella sua forma più "classica", comunque, colpisce i soggetti in periodi della vita non caratterizzati da fatti particolari. Alcune persone sono colpite più volte nel corso della vita, da episodi distanziati fra loro di molti anni, a volte un numero di anni regolare.

#### Correlati biologici
Non è presente un marker diagnostico della depressione, ma sono possibili alcuni studi neurologici che permettono di individuare alterazioni del tono dell'umore:
- Test Biochimici: individuano alterazione dei neurotrasmettitori interessati nella funzionalità del tono dell'umore, soprattutto serotonina e noradrenalina, ma anche acetilcolina, dopamina e GABA; si notano ipofunzione del neurotrasmettitore, deficit recettoriali, e alterazioni della trasduzione intracellulare.
- Test di Soppressione al Desametasone (DST): evidenzia alterazioni della funzionalità dell'asse ipotalamo-ipofisi-surrene, presenti nella depressione (e in altri disturbi psichiatrici affettivi) e nel malattia di Cushing; fisiologicamente i livelli circadiani di cortisolo hanno un picco elevato al mattino, ma se il paziente prende 1 mg di DST la sera prima, il picco non si presenta; in caso di anomalia dell'asse surrenale si ha ugualmente il picco di cortisolo (“escape“ dal DST positivo se valori > 5 g/dl); il test ha una sensibilità del 70% per depressione maggiore, in confronto al 30% della sensibilità di altri disturbi psichiatrici.
- EEG durante il sonno: evidenzia discontinuità del sonno con riduzione delle fasi 3 e 4, aumento della fase REM; sovente erano presenti anche prima dell'episodio depressivo; hanno una sensibilità favorevole nel 50% dei pazienti (e nel 90% delle forme gravi di depressione, come pazienti ricoverati).
- Studi Neuroradiologici: alla TC si hanno aumentato rapporto tra ventricoli e corteccia, dilatazione dei solchi cerebrali, anomalie densitometriche (ma presenti anche in schizofrenia), alla RMN si ha diminuzione dei gangli della base, alla PET si ha ridotto metabolismo della corteccia prefrontale laterale sx, giro del cingolo e lobi parietali, alla SPECT si ha diminuito flusso ai lobi frontali e temporali bilaterali e al giro del cingolo.

### Episodio depressivo minore
Sono episodi depressivi con sintomatologia minore rispetto agli episodi depressivi maggiori. Si considerano minori sia per la gravità dei sintomi che per la durata. La distinzione tra "maggiore" e "minore" è esclusivamente sintomatologica e non eziologica.
Esistono diversi tipi di episodi depressivi minori, visti sotto il profilo eziologico: reattivi, se associati ad eventi esistenziali negativi; neurotici, se dovuti a conflittualità psichiche profonde; endogeni, dovuti a cause biologiche e costituzionali. Solitamente un quadro depressivo minore si presenta con un quadro sintomatologico generico (assenza di classificazione in cluster) e mai con manifestazioni psicotiche. Gli episodi minori che decorso molto breve non sono nemmeno considerati patologici, mentre in caso di forme cronica si parla di disturbo distimico, o eventualmente si considerano anche altri quadri come il disturbo bipolare o i disturbi di personalità.

### Episodio ipomaniacale
Si definisce episodio ipomaniacale un periodo circoscritto di tempo durante il quale l'umore è perennemente elevato. È una patologia speculare alla depressione maggiore, nella quale l'innalzamento del tono dell'umore porta ad una serie di sintomi secondari, in particolare iperattività e accelerazione ideomotoria. Il soggetto si sente bene, con stato di euforia ed allegria eccessiva senza motivazione plausibile, rifiuta di trovarsi in una situazione patologica, anzi si irrita se trova una limitazione alla propria espansività, prova un piacere immenso speculare all'anedonia, in particolare di tipo gustativo, sessuale e ludico, caratterizzato da un atteggiamento scherzoso e ilare.
- Cluster cognitivo-percettivo: caratterizzato da disturbi delle funzioni intellettive, del pensiero e della percezione, il paziente si sente iperattivo, anche se a livello intellettivo il rendimento si rivela scarso perché facilmente distraibile ed inconcludente, il pensiero è accelerato, ma sempre superficiale e scherzoso, è presente una elevata autostima con scarsa capacità di critica e di giudizio sui propri limiti, che possono portare ad atteggiamenti pericolosi (superare i limiti di velocità), può possedere delle lievi idee deliranti di persecuzione e di riferimento (la gente mi guarda) anche se non sono mai presenti atteggiamenti psicotici.
- Cluster psicomotore: l'accelerazione del pensiero è accompagnata da una iperattività motoria, fisica, gestuale e verbale (logorrea).
- Cluster somatovegetativo: specularmente alla depressione si hanno iperfagia con aumento del peso, per aumentato piacere gustativo, o dimagrimento per aumentata attività motoria, diminuita affaticabilità nonostante l'iperattività motoria, disregolazione del ritmo sonno-veglia per diminuita durata del sonno, senza patire l'insonnia, aumento della libido con disinibizione e ipersessualità.

A differenza dell'episodio depressivo il paziente è spesso autosufficiente. Diagnosi differenziale con sostanze psicoattive euforizzanti, come anfetaminici e cocaina, disturbo delirante paranoide caratterizzato da idee di grandezza religiosa, scientifica o erotica, che differisce dall'ipomania per l'assenza di iperattività e di riduzione del tempo di sonno, e per il decorso cronicizzante del disturbo delirante, mentre l'ipomania è transitoria con recupero completo.
Complicanza nel 10% verso uno stato di mania, in particolare nei pazienti geneticamente predisposti, con possibilità di abuso di alcolici.
Esordio acuto che si stabilizza nel giro di due giorni. Decorso breve che dura al massimo 3 mesi.
Correlati Biologici: non esistono test elettrofisici, ormonali o biochimici che evidenziano episodio ipomaniacale, ma ampliamento ventricolare alla TC, ipoperfusione temporo-basale dx alla SPECT, alla RM spettroscopica si ipotizza una possibile eziologia del disturbo nell'alterazione del metabolismo di fosfolipidi di membrana.

### Episodio maniacale
Si definisce episodio maniacale una condizione transitoria caratterizzata da tono dell'umore molto elevato, con esaltazione euforica ed eccitamento in maniera più marcata rispetto all'episodio ipomaniaco. La distinzione tra episodio ipomaniaco e maniaco si ha al manifestarsi di almeno una tra le seguenti condizioni:
- Comparsa di sintomi psicotici come il delirio, con idee di grandiosità della propria persona di tipo religioso, scientifico o sessuale (o deliri incongrui di persecuzione e di riferimento) + mania confusa con perdita delle associazioni mentali e dei riferimenti spazio-temporali, (delirium tipico di pazienti anziani o con concomitanti disturbi fisici), intensa agitazione psicomotoria, fenomeni allucinatori uditivi.
- Alterazione comportamentale di tipo esplosivo con mania furiosa caratterizzata da iperattività motoria e comportamenti pantoclastici (crisi di furia).
- Compromissione del funzionamento socio-relazionale e lavorativo del paziente, necessità di ospedalizzazione.

Complicanza verso crisi aggressive e crisi di comportamento incongruo.
Esordio entro i 25 anni di vita, con episodio acuto che si stabilisce in pochi giorni, oppure esordisce come complicazione di episodio ipomaniacale dopo qualche settimana con sintomi lievi. Decorso a parabola della durata di qualche settimana.

### Episodio misto
Si definisce episodio misto una condizione transitoria di alterazione del tono dell'umore in cui coesistono elementi depressivi ed elementi maniacali. L'umore è alterato instabilmente, con continue fluttuazioni dalla depressione, caratterizzata da tristezza, pensieri pessimistici e deliranti, all'euforia, caratterizzata da iperattività, aggressività ed irritabilità. Il paziente presenta inoltre alterazione del ritmo sonno-veglia, agitazione disforica, sintomi deliranti (persecutori ed ipocondriaci), desiderio di suicidio. Si associa spesso ad abuso di alcol o sostanze psicoattive, e ad una compromissione della funzionalità lavorativa e sociale. L'esordio può essere ex novo oppure come conseguenza di episodio depressivo o maniacale. Dura da poche settimane ad alcuni mesi, con completa regressione dei sintomi oppure con trasformazione in episodio depressivo maggiore.

## Disturbi dell'umore (prospettiva longitudinale)

### Disturbo bipolare I
Si definisce disturbo bipolare I (o psicosi maniaco-depressiva) un disturbo dell'umore caratterizzato dal susseguirsi di episodi depressivi maggiori, di episodi maniacali o misti, e di periodi di relativo benessere. In questo contesto l'intensità della mania e delle fasi depressive è la medesima o l'episodio depressivo presenta intensità maggiore e durata minore.
Epidemiologia: prevalenza del 0,4-1,6% con uguale distribuzione tra i sessi; il primo episodio nei maschi è maniacale, nelle femmine è depressivo; è presente familiarità che aumenta fino al 24% presenza di disturbo bipolare I nei parenti di pazienti, al 5% presenza di disturbo bipolare II, al 24% di disturbo depressivo maggiore.
Clinica: si fa diagnosi di disturbo bipolare I se compaiono almeno un episodio maniacale o misto nella vita di un individuo (non esistendo disturbi unipolari positivi, si ha elevato rischio di presentare un episodio depressivo). L'episodio depressivo ha durata minore ma maggiore intensità, con inibizione psicomotoria, rallentamento fisico, ipersonnia, iperfagia, desiderio di suicidio (maggiore rispetto alle forme unipolari depressive).
Complicanze: si hanno suicidio, comportamenti violenti, abuso di alcol, compromissione lavorativa e sociale, cronicizzazione del disturbo bipolare con aumento della frequenza degli episodi (disturbo bipolare a rapida ciclicità) e scomparsa degli intervalli liberi da sintomi (disturbo bipolare a ciclo continuo), entrambi favoriti dall'utilizzo di trattamenti antidepressivi (farmaci triciclici e distiroidei).
Esordio: tra i 15 e i 40 anni, si ha esordio più precoce in pazienti con disturbo di personalità, che presentano numerosi episodi maniacali.
Decorso: si ha una variabilità individuale, anche se si ripete il ciclo “maniaco-depressivo” o ciclo bipolare, con il quale si intende il periodo di tempo trascorso tra due episodi con stessa polarità. La durata dei cicli decresce con il passare del tempo, per una riduzione dell'intervallo di benessere, fino ad un aggravamento del disturbo, che può essere di due tipi: decorso a ciclo continuo (senza intervalli liberi da sintomi) o decorso a cicli rapidi (con più di quattro episodi critici nell'arco di 12 mesi, con o senza periodi di remissione completa).

### Disturbo bipolare II
Si definisce disturbo bipolare II un disturbo dell'umore caratterizzato dal susseguirsi di episodi depressivi maggiori, episodi ipomaniacali, e periodi di relativo benessere. Rispetto al disturbo bipolare I si hanno episodi depressivi di minore intensità, ed episodi esclusivamente ipomaniacali (in caso anche di solo un episodio maniacale si parla di disturbo bipolare I).
Epidemiologia: prevalenza del 0,5% con frequenza leggermente superiore nel sesso femminile; è presente familiarità.
Complicanze: anche nel disturbo bipolare II si hanno suicidio, comportamenti violenti, abuso di alcol, compromissione lavorativa e sociale, e cronicizzazione del disturbo bipolare con aumento della frequenza degli episodi (disturbo bipolare a rapida ciclicità), anche se in frequenza minore rispetto al disturbo bipolare I.
Esordio: più tardivo rispetto al disturbo bipolare I, tra i 30 e i 50 anni.
Decorso: si ha una variabilità individuale, anche se solitamente è caratterizzato da una lunga latenza, con intervalli liberi da sintomi che possono durare anche anni. La frequenza dei cicli aumenta con il passare del tempo.

### Disturbo ciclotimico
Si definisce disturbo ciclotimico un disturbo bipolare caratterizzato dal susseguirsi di episodi depressivi maggiori e episodi ipomaniacali, senza periodi liberi da sintomi. Entrambi gli episodi depressivi e ipomaniacali hanno un quadro clinico attenuato rispetto al disturbo bipolare II, ma la caratteristica è data dall'assenza di intervalli liberi dalla malattia, che possono portare ad un impatto psicosociale e lavorativo molto più grave del disturbo bipolare. Il paziente è altamente instabile e non sono mai presenti periodi di remissione completa della sintomatologia.
Epidemiologia: prevalenza del 0,4-1% con uguale distribuzione tra i sessi; è presente familiarità e un'elevata correlazione con abuso di sostanze psicoattive.
Complicanze: il disturbo ciclotimico può complicare in disturbo bipolare I o II fino al 50% dei casi.
Esordio: lento, in età adolescenziale; in caso di esordio oltre i 40 anni è un sintomo emergente di sclerosi multipla.
Decorso: cronico fluttuante con episodi di varia intensità e latenza, senza periodi o con periodi minimi di benessere.
Nel disturbo bipolare, la fase depressiva è caratterizzata da una maggiore incidenza di tentati suicidi, inclinazione all'uso di sostanze stupefacenti ed episodi psicotici.

### Disturbo depressivo maggiore o disturbo depressivo unipolare
Si definisce disturbo unipolare depressivo maggiore un disturbo dell'umore caratterizzato dal susseguirsi di episodi depressivi maggiori intervallati da periodi di relativo benessere, con assenza di episodi maniacali.
Epidemiologia: prevalenza del 10-25% nella popolazione femminile e del 5-12% in quella maschile; è presente familiarità che aumenta di 2-3 volte il rischio di disturbo depressivo maggiore (parenti di pazienti hanno il 24% in più di possibilità di presentare disturbo depressivo maggiore rispetto popolazione normale).
Clinica: il disturbo può presentarsi come singolo episodio oppure forma ricorrente, in cui la gravità dipende dalla frequenza degli episodi, dalla durata degli episodi e dalla gravità di ogni singolo episodio (depressione maggiore o minore).
Complicanze: si ha suicidio nel 15% dei pazienti, oppure cronicizzazione del disturbo (se singolo episodio dura oltre 2 anni senza remissione completa).
Esordio: principalmente tra i 20 e i 30 anni, ma può comparire a qualsiasi età. Nelle donne è aumentato nel postpartum e nella menopausa.
Decorso: dopo il primo episodio si ha 50% di possibilità che si presenti nuovamente (50% che resti un episodio isolato), dopo il secondo episodio si ha 70%, dopo 3 episodi si ha 90%.

### Disturbo distimico
Si definisce disturbo distimico un disturbo dell'umore caratterizzato dal susseguirsi di episodi depressivi minori in modo cronico, senza periodi di relativo benessere.
Epidemiologia: prevalenza del 6% con frequenza maggiore nel genere femminile di 2-3 volte rispetto genere maschile.
Clinica: il disturbo è caratterizzato da una depressione cronica, ma con sintomatologia attenuata rispetto al disturbo depressivo maggiore (assenza di manifestazioni psicotiche o melancoliche). Il paziente è triste, irritato, perennemente di cattivo umore, con una soglia di tristezza più bassa, dovuta a minimi episodi negativi della sua esistenza, con difficile recupero del buon umore e tendenza al pessimismo. È caratterizzato da lieve anedonia, dovuta al cattivo umore di fondo che però non si manifesta nei confronti delle persone care (a differenza della depressione maggiore). Tra i diversi cluster:
- Emotivo-affettivo: caratterizzato da ansia e pessimismo nei confronti del futuro.
- Cognitivo-percettivo: con affaticabilità mentale, difficoltà alla concentrazione, poca memoria, che vengono definiti pseudo-deficit perché esclusivamente soggettivi e non rilevabili da test oggettivi (sono deficit minimi che solo il paziente riferisce) + pensiero negativista, scarsa stima di sé, inadeguatezza sociale e lavorativa, idee di colpa, ipocondriache, di morte e di suicidio.
- Somatovegetativo: riduzione dell'appetito per mancanza di piacere gustativo, riduzione del peso, facile affaticabilità fisica, insonnia per addormentamento ritardato e bruschi risvegli notturni, calo della libido, disturbi cardiaci, gastrointestinali, urogenitali

Complicanze: si accompagna sovente a disturbi di personalità borderline o istrionico, disturbi d'ansia, disturbi somatomorfi, abuso di alcol e sostanze psicoattive, nel 10% si ha un episodio depressivo maggiore.
Esordio: si distingue un disturbo distimico precoce, prima dei 21 anni, e un disturbo distimico tardivo, spesso risultato di un disturbo depressivo maggiore lieve che cronicizza. Non si ha un esordio netto, il paziente infatti non avverte una frattura del proprio continuum psicologico (come invece avviene nel disturbo depressivo nel quale si ha un inizio determinato da un evento esistenziale negativo).
Decorso: il disturbo distimico ha un decorso fluttuante, con depressione cronica la cui sintomatologia aumenta o diminuisce a seconda degli eventi esistenziali che influiscono l'umore del paziente.

### Disturbo maniacale o ipertimico
Si definisce disturbo maniacale unipolare un disturbo dell'affettività caratterizzato da un tono umorale persistentemente elevato. Definito anche Disturbo Bipolare di tipo III, per la presenza comunque contenuta di leggere ricadute dell'umore che però non sono ascrivibili a episodi depressivi. Il maniacale "puro" sperimenta continue fasi di eccitamento psicomotorio, cognitivo ed affettivo, pur non manifestando sintomi psicotici tipici dell'episodio maniacale, oscillando tra turni di esaltazione gioiosa e turni di aggressività e irritabilità. Nella sua "versione" minore è rappresentato da quella che in gergo viene chiamata ipomaniacalità cronica, una condizione più caratteriale che patologica. Il rischio maggiore per questi soggetti è quello di sviluppare un forte episodio depressivo misto caratterizzato da mania disforica e confusa.
Epidemiologia: prevalenza del 0,1-0,5% con frequenza maggiore nei soggetti maschi; è molto probabile l'uso concomitante di sostanze stupefacenti psicoanalettiche con effetto stimolante.
Complicanze: il disturbo unipolare maniacale può evolvere in un disturbo bipolare di tipo II nel caso si presenti un episodio depressivo misto.
Esordio: tra i 15 e i 35 anni; in caso di esordio oltre i 40 anni è possibile che nell'effettuazione della diagnosi venga confuso con un disturbo bipolare di tipo II (anche per la reticenza dei pazienti ad ammettere esperienze depressive fatte nel passato)
Decorso: cronico e statico con episodi di intensità simile; possibile latenza di stati depressivi tenuti a freno dalla pressioni inconsce del soggetto

### Disturbo schizoaffettivo
Disturbo caratterizzato da sintomi dei disturbi dell'umore, come quelli della sindrome bipolare/psicosi maniaco-depressiva, in concomitanza con sintomi psicotici più tipici della schizofrenia.
Clinica: la diagnosi si basa sul comportamento osservato e sulle esperienze riportate dalla persona. È caratterizzato da processi di pensiero anormali e emozioni disregolamentate. La diagnosi viene formulata quando la persona ha caratteristiche sia di schizofrenia sia di un disturbo dell'umore, o disturbo bipolare o depressione, ma non soddisfa rigorosamente i criteri diagnostici per nessuno dei due. Il tipo bipolare si distingue per i sintomi di mania, ipomania o episodio misto; il tipo depressivo dai sintomi della depressione soltanto. I sintomi comuni della malattia includono perdita della memoria e della capacità di pianificazione, allucinazioni uditive, visive e olfattive, deliri paranoidi, discorsi e pensieri disorganizzati.
Complicanze: pericolo di suicidio, uso di sostanze psicotrope, alcolismo, disturbi d'ansia, problemi di salute, comportamenti pericolosi, compromissione lavorativa e   isolamento sociale
Esordio: l'insorgenza dei sintomi di solito inizia nella giovane età adulta, attualmente con una prevalenza incerta della vita perché il disturbo è stato ridefinito, ma le stime di prevalenza del DSM-IV erano inferiori all'1% della popolazione, nell'intervallo dallo 0,5 allo 0,8%.
Decorso: cronico fluttuante, come nel disturbo bipolare, periodi riacutizzazioni alternati a remissione della sintomatologia maniaco-depressiva o depressiva e di quella psicotica

## Terapia
La terapia dei disturbi dell'umore deve risolvere la condizione psicopatologica in corso, ma deve anche stabilizzare le condizioni psichiche generali del paziente, evitando recidive e possibili episodi di polarità opposta

### Terapia dei disturbi bipolari
- Episodio depressivo maggiore: la terapia si deve occupare di eliminare i sintomi depressivi ed evitare la ricomparsa dei sintomi maniacali, agendo in modo tempestivo per attenuare la compromissione funzionale del paziente e la possibile morte per suicidio; si effettua ospedalizzazione, importante l'anamnesi per distinguere un episodio depressivo unipolare da uno bipolare, poiché hanno trattamenti diversi (ricerca di fattori predittivi della bipolarità, come la familiarità, l'età giovanile d‘esordio e l'abuso di sostanze psicoattive). Stabilizzatori dell'Umore: si utilizzano Sali di Litio come prima scelta per diminuire rischio suicidario (livello plasmatico superiore a 0,8 mEq/l, ma non superiore a 1,2 perché poi sono tossici) + Lamotrigina, antiepilettico con dosaggio giornaliero di 100–300 mg, ma con lenta titolazione di 6-8 settimane per evitare complicazione in sindrome fatale di Stevens-Johnson (eritema multiforme) + Carbamazepina e Oxcarbazepina (mentre Valproato poco efficace). Se il paziente è già in trattamento occorre modificare posologia, oppure aggiungere un secondo farmaco, ad esempio Sali di Litio con Lamotrigina. Antidepressivi: utilizzati insieme ad uno stabilizzatore dell'umore nelle forme più gravi, mai da soli perché causano un aumento degli episodi maniacali e una riduzione del ciclo bipolare (cronicizzazione). Psicoterapia: per rassicurare il paziente e permettere buona collaborazione al trattamento.
- Episodio ipomaniacale: la terapia si occupa di eliminare i sintomi ipomaniacali evitando la comparsa di sintomi depressivi; occorre ospedalizzare il paziente in caso di condizioni a rischio pericoloso (guida eccessiva, aggressività) utilizzando trattamento sanitario obbligatorio TSO (si può intimorire il paziente ricordando che dopo episodio euforico è sempre presente episodio depressivo). Stabilizzatori dell'Umore: Carbonato di Litio (range plasmatico di 0,8-1,2 mEq/l da raggiungere in 15 giorni) NON ha effetto sedativo, ma controlla sintomi maniacali accelerando la remissione completa, occorre controllare funzionalità tiroidea, cardiaca e renale, e misurare litiemia ogni 2 settimane (il Litio necessita di almeno 4 settimane prima di vedere risultati) + Valproato ha un effetto più rapido rispetto al Litio + Carbamazepina e Oxcarbazepina. Antipsicotici: hanno funzione di sedare e contenere in maniera rapida l'iperattività motoria dei pazienti, anche se hanno un rischio di generare episodi depressivi maggiori; di prima scelta Olanzapina (stabilizzatore dell'umore) e Quetiapina, di seconda scelta Neurolettici + Benzodiazepine associate per correggere l'insonnia.
- Episodio maniacale: si occupa del controllo immediato dell'aggressività e dell'agitazione del paziente, con remissione dei sintomi maniacali psicotici, evitando sintomi depressivi; occorre ospedalizzazione per TSO; si utilizza Antipsicotico associato a Stabilizzatore dell'Umore (e Benzodiazepine) secondo le stesse modalità di episodio ipomaniacale (si preferiscono farmaci perfusionali ad assorbimento rapido come Olanzapina e Aloperidolo, oppure farmaci in preparazione orale come Olanzapina). In caso di resistenza farmacologica si utilizza Clozapina.
- Episodio misto: si utilizza lo stesso trattamento degli episodi maniacali, cercando di prevenire rischio suicidario ed evitando antipsicotici che aggravano la sintomatologia depressiva. È richiesta ospedalizzazione con TSO. Si utilizzano Stabilizzatori dell'Umore (Valproato e Carbamazepina, che possiede anche effetto sedativo sull'agitazione psicomotoria aggressiva) con possibile aggiunta di Antipsicotici leggeri (Olanzapina). Neurolettici e Antidepressivi sono controindicati. È possibile terapia coadiuvante con Benzodiazepine a lunga emivita (Diazepam e Clordemetildiazepam) che controllano aggressività ed impulsività del paziente.
- Ciclotimia: nei disturbi bipolari a cicli rapidi occorre prima individuare eventuali condizioni mediche (ipotiroidismo) o disturbi psichiatrici come consumo di sostanze psicoattive. Il trattamento prevede un'associazione di più Stabilizzatori dell'Umore.

Trattamento di Mantenimento: occorre prevenire le ricadute cercando di raggiungere un buon compenso psichico. Si utilizza Stabilizzatori dell'Umore (Carbonato di Litio a dosi 0,6-0,8 mEq/litro, Valproato, Carbamazepina e Oxcarbazepina). È possibile potenziare l'azione dello Stabilizzatore dell'Umore con un secondo Stabilizzatore (Lamotrigina, adatta a crisi depressive) o con un Antipsicotico di nuova generazione (Olanzapina, Quetiapina). Il trattamento di mantenimento va protratto per tutta la vita, inoltre la riduzione rapida del dosaggio causa una crisi che aumenta maggiormente il rischio di recidive (in caso di sospensione rapida di Litio si ha rischio elevato di suicidio).

### Terapia dei disturbi unipolari
- Disturbo depressivo maggiore: richiede un trattamento tempestivo per alleviare la sofferenza del paziente, attenuando il grado di compromissione sociale ed evitando l'elevato rischio di suicidio. Occorre ricoverare il paziente fino a che il trattamento inizia a manifestare la propria efficacia. La terapia farmacologica si avvale di tre fasi: trattamento di fase acuta, per eliminare sintomi depressivi, trattamento di fase di continuazione, per consolidare la remissione e trattamento di fase di mantenimento, per evitare le recidive.
  - Fase Acuta: si utilizzano antidepressivi di prima linea (Inibitori Selettivi del Reuptake delle Monoamine SSRI, NARI, NSRI, NASSA) o in alternativa, specie se quelli di prima linea non sortiscono effetti, antidepressivi di seconda scelta (Inibitori NON Selettivi del Reuptake come Triciclici, antidepressivi di II generazione come Amisulpride e Trazodone) e IMAO. Si preferisce utilizzare una monoterapia, in modo da controllare meglio le dosi giornaliere, evitando inoltre interazioni tra farmaci. Il raggiungimento della dose si ottiene nel giro di 10 giorni, notando i primi miglioramenti dopo 20 giorni, e proseguendo la terapia per 6-8 settimane. [In caso di sostituzione del farmaco occorre aspettare 4 settimane di latenza per la verifica dell'efficacia del farmaco, poi un "wash-out" di pulizia tra una terapia e l'altra, uguale a 5 settimane in caso di passaggio da antidepressivi di prima scelta ad IMAO, o di due settimane in caso di passaggio da IMAO ad antidepressivo di prima o seconda scelta].
  - Fase di Continuazione: si prosegue terapia antidepressiva per 16-20 settimane a dosaggio progressivamente ridotto di metà, e quindi di un terzo.
  - Fase di Mantenimento: si decide se interrompere gradualmente la terapia o se proseguirla per tutta la vita, a seconda della gravità del disturbo e ascoltando le preferenze del paziente. Il trattamento prevede gli stessi farmaci antidepressivi delle altre due fasi con eventuale aggiunta di ansiolitici o sedativi per ansia ed insonnia. Nel caso di forme che non rispondono bene ai trattamenti si può valutare l’aggiunta di farmaci potenzianti l’effetto antidepressivo, tra cui antipsicotici specie se sono presenti sintomi psicotici (non neurolettici, perché aumentano l'inibizione psicomotoria e diminuiscono la concentrazione). Anche i sali di litio a dosi 0,5-0,8 mEq/litro potenziano gli antidepressivi. Secondo le scuole anglosassoni si utilizza l'Elettroshock (terapia elettroconvulsivante) in caso di forme gravi. Si raccomanda la psicoterapia (comportamentale, cognitiva o intrapersonale, raramente psicodinamica) come appoggio ai farmaci, mentre la psicoterapia in monoterapia è applicabile solo in pochi casi di pazienti collaboranti con depressioni lievi, assenza di sintomi psicotici, contrari a farmacoterapia.
- Disturbo distimico: nel disturbo depressivo minore si utilizzano psicoterapia ed antidepressivi, in particolare SSRI e Amisulpride (50 mg/die), ai quali si possono associare ansiolitici o Benzodiazepine per insonnia ed ansia. Nelle forme croniche, il problema dei farmaci è la ricaduta immediata in caso di sospensione della terapia. Ai farmaci si accompagna una psicoterapia cognitiva, che interviene sul pensiero distorto del paziente che lo porta a porsi in maniera "errata" nei confronti del mondo esterno (durata di due anni con frequenza settimanale), e una psicoterapia psicodinamica, che indaga sui vissuti emotivi del paziente per ricercare e risolvere i conflitti profondi inconsci all'origine del disturbo (durata di oltre 2 anni con frequenza settimanale, oppure psicoterapia breve della durata di 6 mesi). Per la psicoterapia è necessaria motivazione al cambiamento e buona capacità di introspezione.